# Anders Johan Hagströmer
Anders Johan Hagströmer, före adlandet Hagström, född 8 september 1753 på Länna bruk i Södermanland, död 8 mars 1830 i Stockholm, var en svensk läkare. Han var brorson till Johan Otto Hagström.

## Biografi
Hagström blev 1764 student vid Uppsala universitet, men var tvungen av avbryta sina akademiska studier år 1769 på grund av faderns ekonomiska problem. Han blev då lärling hos regementsfältskären Lilljenwald. År 1772 placerades han som kompanifältskär vid Närkes och Värmlands regemente samt fick 1773 en liknande anställning vid Kungliga Livgardet. År 1775 blev han underkirurg vid Serafimerlasarettet i Stockholm. Redan året förut hade Hagström vunnit Vetenskapsakademiens andra pris för besvarandet av dess fråga om rötfebrars förekommande och botande (Hvilka äro de bästa förvarings- och botemedel för maligna sjukdomar, fläckfebrar och rötfebrar?, 1774). Vid samma tid började Hagström att studera botanik och biträdde professor Bergius vid förarbetena till dennes Materia medica (1778). År 1776 tog han kirurgie magisterexamen och blev sedan själv examinator vid de kirurgiska examina.
Fastän han förvärvade anseende som praktisk läkare, vinnlade han sig om vetenskaplig forskning. Från 1781 gav han ut Veckoskrift för läkare och naturforskare tillsammans med Kraak. År 1781 utnämndes Hagström av Åbo akademi till medicine doktor. Hagströmer blev samma år läkare vid Danvikens Hospital och år 1782 dessutom prosektor vid läroverket i Stockholm. År 1785 extra ordinarie och 1793 ordinarie anatomie och kirurgie professor där. Karriären fortsatte och år 1788 blev Hagström ledamot av Vetenskapsakademien och år 1795 överdirektör över kirurgin i riket. Året därpå, år 1796, blev han medlem av Collegium medicum. År 1808 blev Hagström generaldirektör över lasaretten samt 1816 medicinalråd och inspektor vid Karolinska institutet.
Vid finska krigets utbrott 1788 erhöll Hagström befallning att undervisa den läkarkår som armén behövde. Inom kort utgick över sjuttio unga fältskärer från hans skola. Vid 1808 års krig anförtroddes honom samma uppdrag. Hagström var en av Svenska läkaresällskapets stiftare (1808) och skänkte till detsamma 2 000 riksdaler. År 1812 upphöjdes han i adligt stånd under namnet Hagströmer. År 1823 sade Hagströmer upp sig från professuren.
Hagströmer var en mycket anlitad läkare. Mot fattiga var han hjälpsam både med råd och dåd. För obemedlade unga män av hans yrke stod hans bord och hans kassa öppna. Hans föreläsningssätt var klart och bestämt, aldrig höglärt. Resultaten av sin praktiska verksamhet beskrev han i en mängd uppsatser vilka återfinns i Vetenskapsakademiens handlingar, Svenska läkarsällskapets handlingar och årsberättelser och så vidare. Därjämte verkade han på åtskilliga sätt, såsom genom utlåtanden hos ständerna, genom tidningsartiklar och så vidare, för åstadkommande av en förbättrad hälsovård, inrättandet av Karolinska institutet och av Garnisonssjukhuset, länslasarettens förbättring, veneriska smittans hämmande med mera. År 1821 lät läkarkåren Gustaf Göthe utföra hans byst i marmor och uppställa den i Karolinska institutet (denna byst återfinns numera på Hagströmerbiblioteket).